# Estadio Luis II (1939)
El Estadio Luis II (en francés: Stade Louis II)  Fue un recinto deportivo de usos múltiples en Fontvieille, en el principado de Mónaco cerca de la costa del Mar Mediterráneo. Fue utilizado inicialmente como el estadio del AS Monaco FC. Fue reconstruido y se sustituyó en tierras ganadas al mar como el nuevo Stade Louis II (Estadio Luis II) en 1985. La capacidad del estadio fue de 12.000 espectadores.